# Gyakori lopódarázs
A gyakori lopódarázs (Sceliphron destillatorium) a kaparódarazsak családjába tartozó, eurázsiai elterjedésű rovar, amely agyagból építi fészkét és lárvái etetésére megbénított pókokat helyez el benne.

## Megjelenése
A gyakori lopódarázs viszonylag nagy méretű (a nőstény 22–29 mm, a hím 15–25 mm hosszú), karcsú testalkatú rovar. Teste fekete színű (fémes fény nélkül), rajta kisebb sárga foltokkal. Jellemző tulajdonsága, hogy a tort és potrohot összekötő hosszú, vékony nyél sárga színű. Teljesen fekete potroha kicsi és a hosszú potrohnyéllel együtt lopótökre emlékeztet: innen kapta a nemzetség a nevét. Lábai is sárga-feketék. 

## Elterjedése
A paleartikus zóna (Észak- és Közép-Eurázsia, Észak-Afrika) déli-, délnyugati részén honos. Magyarországon egyike a két őshonos lopódarázs-fajnak (másik a feketetorú lopódarázs  (Sceliphron spirifex)).

## Életmódja
Vizek környékén fordul elő, mert fészkét nedves agyagból építi. Gyakran megtalálható a településeken és házak elhagyottabb zugaiba be is fészkelhet.
A nőstény a vízpartokon kis agyagdarabokat gyűjt, és azokból készíti el akár 30, egymás melletti sejtet tartalmazó fészkét. A fészket többnyire sziklarepedésekben, áthajló sziklák alatt, odvas fatörzsekben, vagy hidak alatt, padlásokon stb. helyezi el. Az egyes sejtek átlagosan 3 cm hosszúak és 1,4 cm átmérőjűek. Egy sejt megépítéséhez a darázs 12-16-szor is fordul építőanyagért. Ha készen van vele, a darázs keres egy pókot, szúrásával megbénítja, elviszi a fészekhez és elhelyezi egy sejtben; majd rátojja egy petéjét, még 1-9 pókot hoz a kikelő lárva etetésére, végül vékony agyagréteggel lezárja a sejtet. Utána nekikezd a következő sejt építésének.
A pókokat illetően a lopódarázs nem válogatós, többnyire a környék gyakori, közepes méretű pókfajai közül választ. Az anyadarázs tudja a leendő utóda nemét, a nőstényeknek megfigyelhetően több eledelt szállít. A peték 3-4 nap múlva kelnek ki, 14-15 napig táplálkoznak, majd bebábozódnak és ebben az állapotban telelnek át.
A felnőtt darazsak a virágok nektárjával és pollenjével táplálkoznak. Nappal aktívak, júniustól szeptemberig lehet találkozni velük. A nőstények a fészken töltik az éjszakát, a hímek a fákon vagy bokrokon.
A gyakori lopódarázs nem agresszív, az embert csak akkor szúrja meg, ha megtámadják. Színezete miatt gyakran összetévesztik a többi darázzsal.  

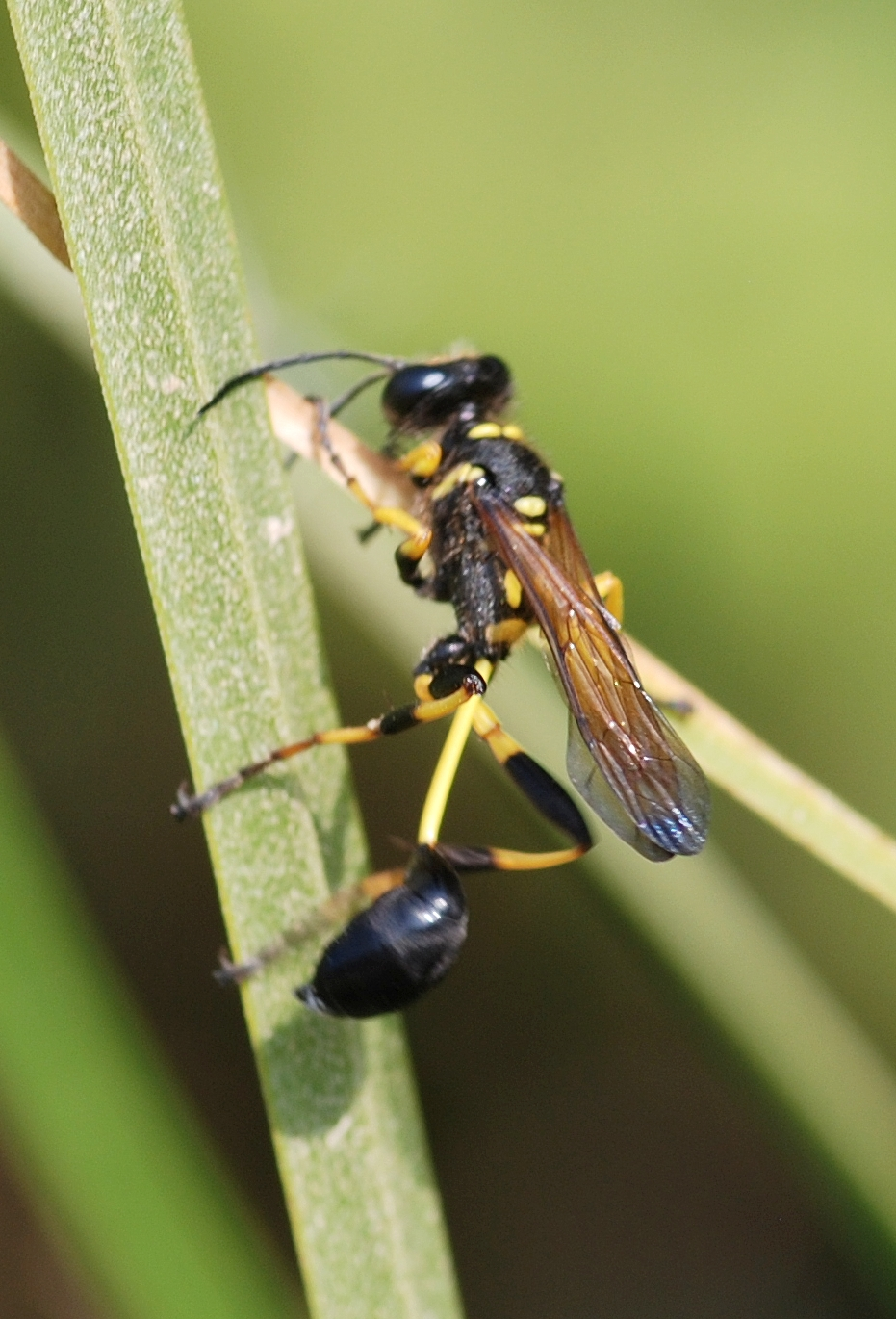
Gyakori lopódarázs
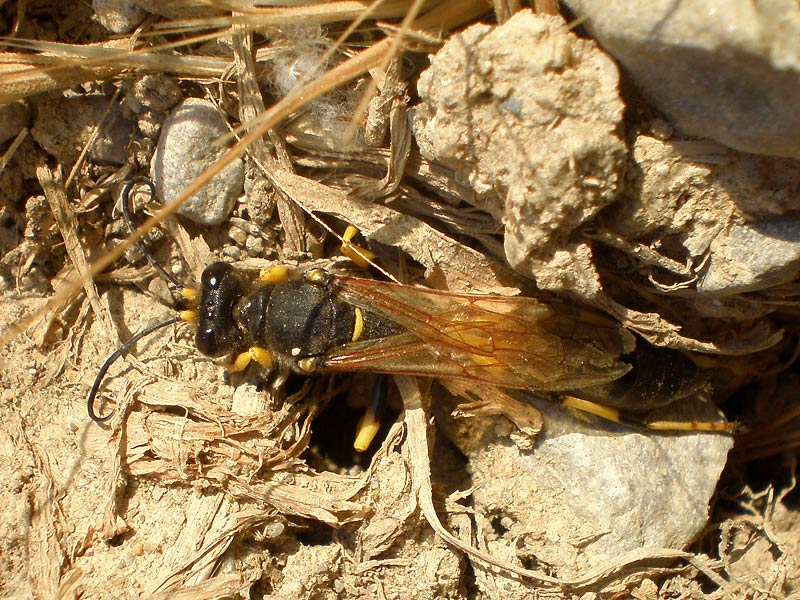
Felülről
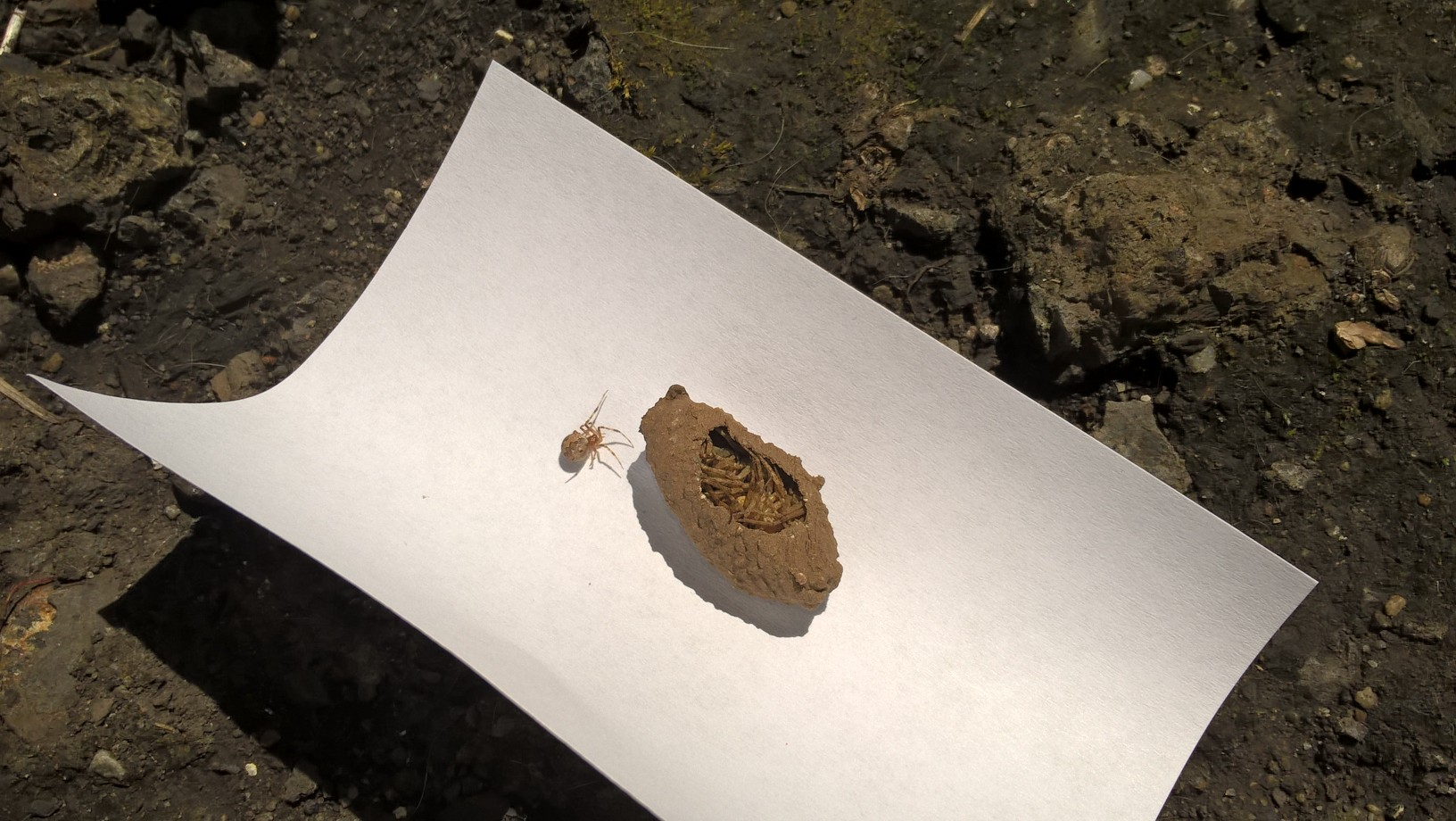
Felbontott fészeksejt, benne a pókokkal
- Fészeképítő darázs (video)